# Hermesdorf (Waldbröl)
Hermesdorf ist eine Ortschaft in der Stadt Waldbröl im Oberbergischen Kreis im südlichen Nordrhein-Westfalen innerhalb des Regierungsbezirks Köln (Deutschland).

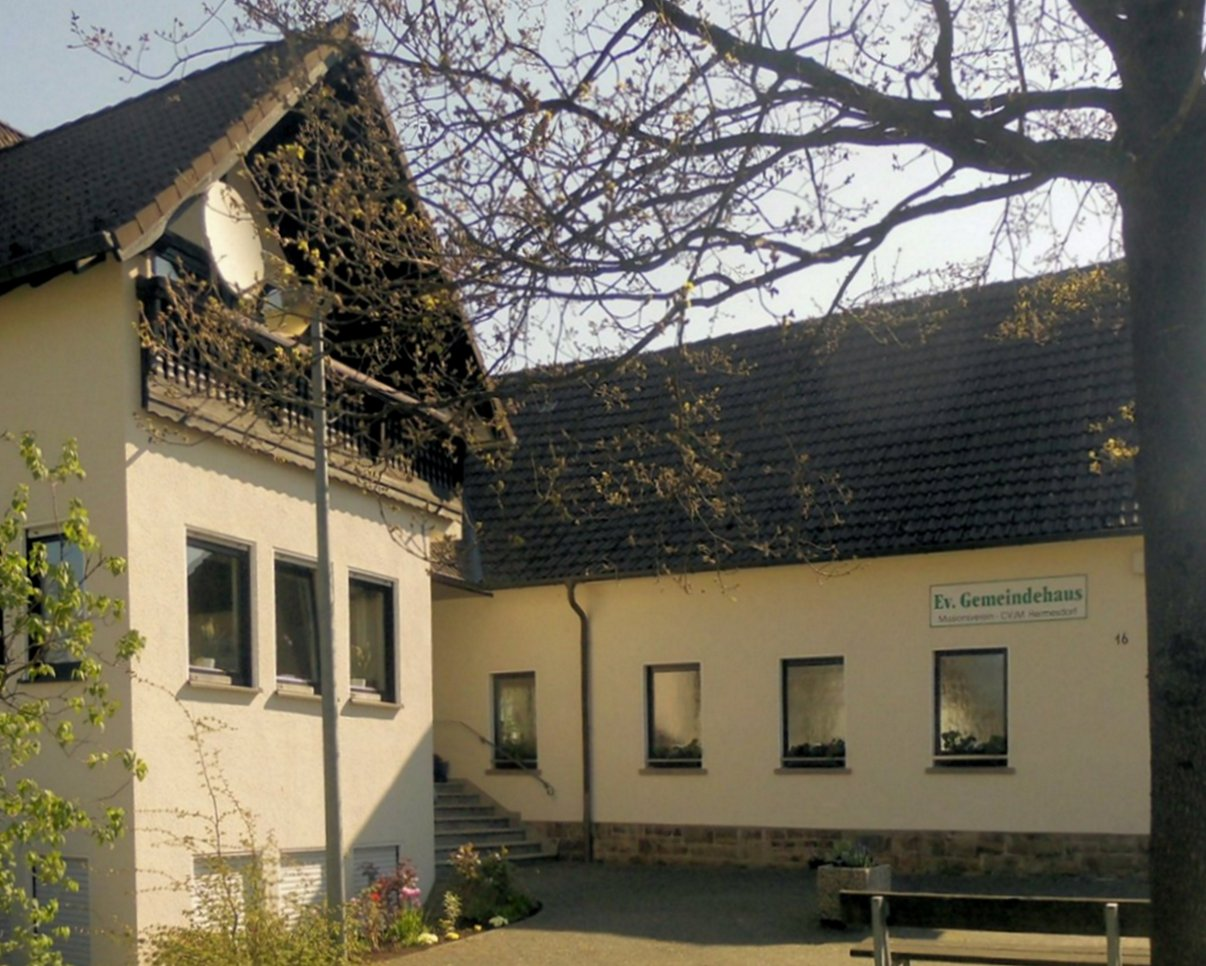
CVJM-Haus Hermesdorf

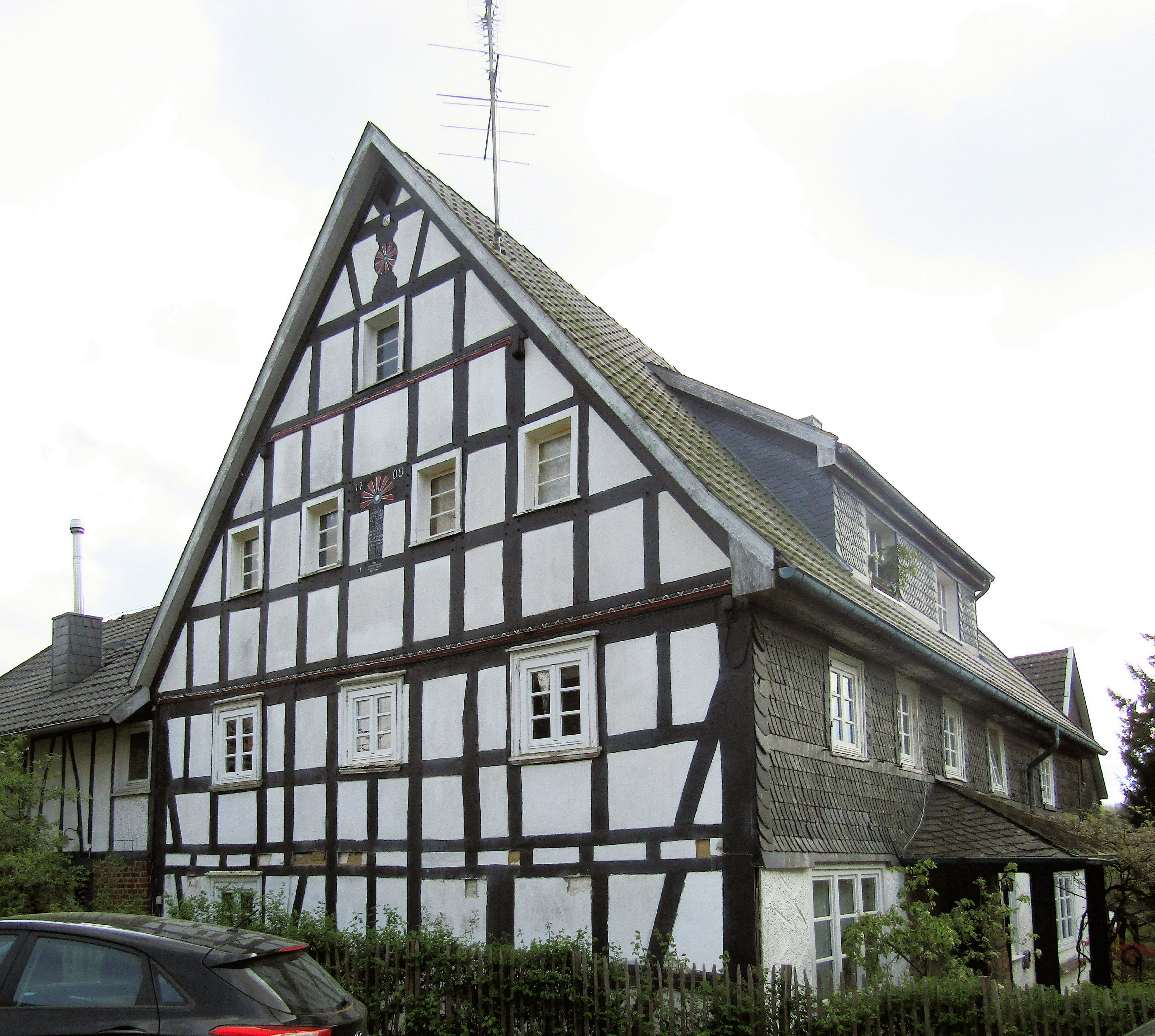
Denkmalgeschützter Fachwerkgiebel Eichener Straße 21

## Geschichte

### Erstnennung
1391 wurde der Ort das erste Mal urkundlich erwähnt, und zwar Verzicht auf ein Haus am Markt in Siegburg u. a. durch Geschwister Henne, Clais, Ailf und Katharina v. Hermerstorp.
Die Schreibweise der Erstnennung war Hermerstorp.

## Wirtschaft und Industrie
In Hermesdorf befindet sich der Gewerbe- und Industriepark der Stadt Waldbröl, mit einer Fläche von 43.000 m². Dort haben sich zurzeit 30 Firmen niedergelassen mit 500 Beschäftigten.

## Schulen
- Städt. Gem. Grundschule Waldbröl-Hermesdorf

## Freizeit

### Wander- und Radwege
Der Wanderweg O führt durch Hermesdorf, von Niederhof kommend.

## Bus- und Bahnverbindungen

### Linienbus
Haltestelle: Hermesdorf und „Oberdorf“
- 303 Waldbröl – Denklingen – Eckenhagen – Gummersbach

### Eisenbahn
Hermesdorf hat einen Bahnhof, der die Wiehltalbahn (nach Osberghausen an der Aggertalbahn bzw. nach Waldbröl) und die Wissertalbahn nach Wissen verbindet. Auf der Wiehltalbahn findet zurzeit nur Touristen- und Güterverkehr statt.